# Campeonato Europeo de Atletismo Sub-23 de 2021
El XIII Campeonato Europeo de Atletismo Sub-23 se celebró en el estadio Kadriorg de la capital de Estonia, Tallin, del 8 al 11 de julio de 2021. Originalmente estaba previsto que la sede fuera la ciudad noruega de Bergen; sin embargo, esta ciudad hubo de renunciar a última hora a causa de las restricciones debidas a la pandemia de COVID-19. Por ello, se decidió que el campeonato tuviera lugar en Tallin, ciudad que también organizó el Campeonato Europeo Sub-20 una semana después.

## Resultados

### Masculino
| Evento                  | Oro                                                                          | Oro            | Plata                                                                              | Plata      | Bronce                                                                        | Bronce         |
| ----------------------- | ---------------------------------------------------------------------------- | -------------- | ---------------------------------------------------------------------------------- | ---------- | ----------------------------------------------------------------------------- | -------------- |
| 100 metros              | Jeremiah Azu Reino Unido                                                     | 10.25          | Henrik Larsson · Suecia                                                            | 10.36      | Arnau Monné · España                                                          | 10.41          |
| 200 metros              | William Reais · Suiza                                                        | 20.47 EU23L    | Jesús Gómez · España                                                               | 20.60      | Pol Retamal · España                                                          | 20.76          |
| 400 metros              | Ricky Petrucciani · Suiza                                                    | 45.02          | Jonathan Sacoor · Bélgica                                                          | 45.17      | Edoardo Scotti · Italia                                                       | 45.68          |
| 800 metros              | Simone Barontini · Italia                                                    | 1:46.20        | Eliott Crestan · Bélgica                                                           | 1:46.32    | Thomas Randolph Reino Unido                                                   | 1:46.41        |
| 1500 metros             | Ruben Verheyden · Bélgica                                                    | 3:40.03        | Mario García Romo · España                                                         | 3:40.11    | Isaac Nader Portugal                                                          | 3:40.58        |
| 5000 metros             | Mohamed Mohumed · Alemania                                                   | 13:38.69       | Aarón Las Heras · España                                                           | 13:43.14   | Baldvin Magnússon Islandia                                                    | 13:45.00       |
| 10000 metros            | Eduardo Menacho · España                                                     | 29:14.92       | Florian Le Pallec Francia                                                          | 29:23.82   | Valentin Gondouin Francia                                                     | 29:24.40       |
| 110 metros vallas       | Asier Martínez · España                                                      | 13.34          | Michael Obasuyi · Bélgica                                                          | 13.40      | Enrique Llopis · España                                                       | 13.44          |
| 400 metros vallas       | Alessandro Sibilio · Italia                                                  | 48.42 EU23L    | Emil Agyekum · Alemania                                                            | 48.96      | Ramsey Angela · Países Bajos                                                  | 49.07          |
| 3000 metros obstáculos  | István Palkovits · Hungría                                                   | 8:34.05        | Etson Barros Portugal                                                              | 8:38.00    | Nahuel Carabaña · Andorra                                                     | 8:39.17        |
| Relevo 4×100 metros     | Yannick Wolf · Luis Brandner · Milo Skupin-Alfa · Joshua Hartmann · Alemania | 38.70 EU23R    | Arnau Monné · Pol Retamal · Jesús Gómez · Sergio López · España                    | 39.00      | Erik Kostrytsya · Andriy Vasyliev · Kyrylo Prykhodko · Vasyl Makukh · Ucrania | 39.45          |
| Relevo 4×400 metros     | El-Mir Reale Téo Andant David Sombé Ludovic Oucéni Francia                   | 3:05.01 EU23L  | Alessandro Moscardi · Edoardo Scotti · Riccardo Meli · Alessandro Sibilio · Italia | 3:06.07    | Johannes Nortmeyer · Kevin Joite · Ben Zapka · Emil Agyekum · Alemania        | 3:06.42        |
| 20 km marcha            | José Manuel Pérez · España                                                   | 1:25:06        | David Kenny Irlanda                                                                | 1:25:50    | Andrea Cosi · Italia                                                          | 1:26:05        |
| Salto de altura         | Jan Štefela · República Checa                                                | 2.20           | Nathan Ismar · Francia · Manuel Lando · Italia                                     | 2.17 2.17  |                                                                               |                |
| Salto con pértiga       | Ethan Cormont Francia                                                        | 5.80           | Emmanouil Karalis · Grecia                                                         | 5.65       | Sondre Guttormsen · Noruega · Ersu Şaşma · Turquía                            | 5.60           |
| Salto de longitud       | Simon Ehammer · Suiza                                                        | 8.10           | Henrik Flåtnes · Noruega                                                           | 7.95 NU23R | Boris Linkov Bulgaria                                                         | 7.84           |
| Triple salto            | Andrea Dallavalle · Italia                                                   | 17.05          | Enzo Hodebar Francia                                                               | 16.99      | Anaël-Thomas Gogois Francia                                                   | 16.65          |
| Lanzamiento de peso     | Dzmitry Karpuk · Bielorrusia                                                 | 20.33          | Alperen Karahan Turquía                                                            | 19.75      | Odysseas Mouzenidis · Grecia                                                  | 19.41          |
| Lanzamiento de disco    | Kristjan Čeh Eslovenia                                                       | 67.48          | Yauheni Bahutski · Bielorrusia                                                     | 61.21      | Yasiel Sotero · España                                                        | 58.07          |
| Lanzamiento de martillo | Mykhaylo Kokhan · Ucrania                                                    | 77.88          | Christos Frantzeskakis · Grecia                                                    | 75.23      | Ragnar Carlsson · Suecia                                                      | 73.85          |
| Lanzamiento de jabalina | Topias Laine · Finlandia                                                     | 81.67 EU23L    | Leandro Ramos Portugal                                                             | 80.61      | Teura'itera'i Tupaia Francia                                                  | 78.80          |
| Decatlón                | Andreas Bechmann · Alemania                                                  | 8142 pts EU23L | Sven Roosen · Países Bajos                                                         | 8056 pts   | Markus Rooth · Noruega                                                        | 7967 pts NU23R |

### Femenino
| Evento                  | Oro                                                                                    | Oro            | Plata                                                                 | Plata         | Bronce                                                                            | Bronce      |
| ----------------------- | -------------------------------------------------------------------------------------- | -------------- | --------------------------------------------------------------------- | ------------- | --------------------------------------------------------------------------------- | ----------- |
| 100 metros              | Lilly Kaden · Alemania                                                                 | 11.36          | Rani Rosius · Bélgica                                                 | 11.43         | Kristal Awuah Reino Unido                                                         | 11.44       |
| 200 metros              | Dalia Kaddari · Italia                                                                 | 22.64 EU23L    | Sophia Junk · Alemania                                                | 22.87         | Gémima Joseph Francia                                                             | 22.97       |
| 400 metros              | Lada Vondrová · República Checa                                                        | 51.19          | Barbora Malíková · República Checa                                    | 51.23         | Silke Lemmens · Suiza                                                             | 52.09 NU23R |
| 800 metros              | Isabelle Boffey Reino Unido                                                            | 2:01.80        | Eloisa Coiro · Italia                                                 | 2:02.07       | Wilma Nielsen · Suecia                                                            | 2:02.29     |
| 1500 metros             | Gaia Sabbatini · Italia                                                                | 4:13.98        | Marta Zenoni · Italia                                                 | 4:14.50       | Erin Wallace Reino Unido                                                          | 4:14.85     |
| 5000 metros             | Nadia Battocletti · Italia                                                             | 15:37.4        | Klara Lukan Eslovenia                                                 | 15:44.0       | Diane van Es · Países Bajos                                                       | 15:48.4     |
| 10000 metros            | Jasmijn Lau · Países Bajos                                                             | 32:30.49 EU23L | Anna Arnaudo · Italia                                                 | 32:40.43      | Lisa Oed · Alemania                                                               | 33:35.99    |
| 100 metros vallas       | Pia Skrzyszowska · Polonia                                                             | 12.77          | Cyréna Samba-Mayela Francia                                           | 12.80         | Klaudia Wojtunik · Polonia                                                        | 12.97       |
| 400 metros vallas       | Emma Zapletalová · Eslovaquia                                                          | 54.28          | Sara Gallego · España                                                 | 55.20         | Yasmin Giger · Suiza                                                              | 55.25 NU23R |
| 3000 metros obstáculos  | Flavie Renouard Francia                                                                | 9:51.02        | Kinga Królik · Polonia                                                | 9:52.59       | Aude Clavier Francia                                                              | 9:58.58     |
| Relevo 4×100 metros     | Lilly Kaden · Keshia Kwadwo · Sophia Junk · Talea Prepens · Alemania                   | 43.05          | Aitana Rodrigo · Jaël Bestué · Eva Santidrián · Carmen Marco · España | 43.74         | Marie-Ange Rimlinger Sacha Alessandrini Wided Atatou Mallory Leconte Francia      | 44.15       |
| Relevo 4×400 metros     | Lada Vondrová · Nikoleta Jíchová · Barbora Veselá · Barbora Malíková · República Checa | 3:30.11 EU23L  | Sokhna Lacoste Louise Maraval Camille Seri Shana Grebo Francia        | 3:30.33 NU23R | Natalia Wosztyl · Aleksandra Formella · Karolina Łozowska · Kinga Gacka · Polonia | 3:30.38     |
| 20 km marcha            | Meryem Bekmez Turquía                                                                  | 1:33:08        | Pauline Stey Francia                                                  | 1:34:47       | Antía Chamosa · España                                                            | 1:35:04     |
| Salto de altura         | Yaroslava Mahuchikh · Ucrania                                                          | 2.00           | Maja Nilsson · Suecia                                                 | 1.89          | Lia Apostolovski Eslovenia                                                        | 1.89        |
| Salto con pértiga       | Amálie Švábíková · República Checa                                                     | 4.50           | Molly Caudery Reino Unido                                             | 4.45          | Lisa Gunnarsson · Suecia                                                          | 4.40        |
| Salto de longitud       | Petra Farkas · Hungría                                                                 | 6.73 EU23L     | Merle Homeier · Alemania                                              | 6.69          | Lucy Hadaway Reino Unido                                                          | 6.63        |
| Triple salto            | Tuğba Danışmaz Turquía                                                                 | 14.09          | Spyridoula Karydi · Grecia                                            | 13.95         | Rūta Kate Lasmane Letonia                                                         | 13.75       |
| Lanzamiento de peso     | Jessica Schilder · Países Bajos                                                        | 18.11          | Lea Riedel · Alemania                                                 | 17.86         | Axelina Johansson · Suecia                                                        | 17.85       |
| Lanzamiento de disco    | Jorinde van Klinken · Países Bajos                                                     | 63.02          | Helena Leveelahti · Finlandia                                         | 57.09         | Amanda Ngandu-Ntumba Francia                                                      | 56.24       |
| Lanzamiento de martillo | Samantha Borutta · Alemania                                                            | 68.80          | Katrine Koch Jacobsen Dinamarca                                       | 66.81         | Kiira Väänänen · Finlandia                                                        | 65.98       |
| Lanzamiento de jabalina | Aliaksandra Konshyna · Bielorrusia                                                     | 59.14          | Münevver Hancı Turquía                                                | 57.37         | Jöna Aigouy Francia                                                               | 55.82       |
| Heptatlón               | Adrianna Sułek · Polonia                                                               | 6305 pts       | Claudia Conte · España                                                | 6186 pts      | Holly Mills Reino Unido                                                           | 6095 pts    |

## Medallero
| Núm. | País            | Oro | Plata | Bronce | Total |
| ---- | --------------- | --- | ----- | ------ | ----- |
| 1    | Italia          | 6   | 5     | 2      | 13    |
| 2    | Alemania        | 6   | 4     | 2      | 12    |
| 3    | República Checa | 4   | 1     | 0      | 5     |
| 4    | España          | 3   | 7     | 5      | 15    |
| 5    | Francia         | 3   | 6     | 8      | 17    |
| 6    | Países Bajos    | 3   | 1     | 2      | 6     |
| 7    | Suiza           | 3   | 0     | 2      | 5     |
| 8    | Turquía         | 2   | 2     | 1      | 5     |
| 9    | Reino Unido     | 2   | 1     | 5      | 8     |
| 10   | Polonia         | 2   | 1     | 2      | 5     |
| 11   | Bielorrusia     | 2   | 1     | 0      | 3     |
| 12   | Ucrania         | 2   | 0     | 1      | 3     |
| 13   | Hungría         | 2   | 0     | 0      | 2     |
| 14   | Bélgica         | 1   | 4     | 0      | 5     |
| 15   | Finlandia       | 1   | 1     | 1      | 3     |
| =    | Eslovenia       | 1   | 1     | 1      | 3     |
| 17   | Eslovaquia      | 1   | 0     | 0      | 1     |
| 18   | Grecia          | 0   | 3     | 1      | 4     |
| 19   | Suecia          | 0   | 2     | 4      | 6     |
| 20   | Portugal        | 0   | 2     | 1      | 3     |
| 21   | Noruega         | 0   | 1     | 2      | 3     |
| 22   | Dinamarca       | 0   | 1     | 0      | 1     |
| =    | Irlanda         | 0   | 1     | 0      | 1     |
| 24   | Andorra         | 0   | 0     | 1      | 1     |
| =    | Bulgaria        | 0   | 0     | 1      | 1     |
| =    | Islandia        | 0   | 0     | 1      | 1     |
| =    | Letonia         | 0   | 0     | 1      | 1     |

## Récords
Estos fueron los récords y mejores marcas conseguidos durante el campeonato.

### Mejores marcas europeas sub-23
Masculino
| Atleta                                                         | Nación   | Prueba           | Ronda | Fecha       | Marca |
| -------------------------------------------------------------- | -------- | ---------------- | ----- | ----------- | ----- |
| Yannick Wolf, Luis Brandner, Milo Skupin-Alfa, Joshua Hartmann | Alemania | Relevo 4 × 100 m | Final | 11 de julio | 38.70 |

### Récords del campeonato
Masculino
| Atleta                                                         | Nación    | Prueba           | Ronda        | Fecha       | Marca |
| -------------------------------------------------------------- | --------- | ---------------- | ------------ | ----------- | ----- |
| Ricky Petrucciani                                              | Suiza     | 400 m            | Final        | 10 de julio | 45.02 |
| Yannick Wolf, Luis Brandner, Milo Skupin-Alfa, Joshua Hartmann | Alemania  | Relevo 4 × 100 m | Final        | 11 de julio | 38.70 |
| Kristjan Čeh                                                   | Eslovenia | Disco            | Calificación | 8 de julio  | 65.59 |
| Kristjan Čeh                                                   | Eslovenia | Disco            | Final        | 10 de julio | 67.48 |

Femenino
| Atleta                                                 | Nación     | Prueba           | Ronda     | Fecha       | Marca |
| ------------------------------------------------------ | ---------- | ---------------- | --------- | ----------- | ----- |
| Emma Zapletalová                                       | Eslovaquia | 400 m vallas     | Final     | 10 de julio | 54.28 |
| Lilly Kaden, Keshia Kwadwo, Sophia Junk, Talea Prepens | Alemania   | Relevo 4 × 100 m | Semifinal | 11 de julio | 43.24 |
| Lilly Kaden, Keshia Kwadwo, Sophia Junk, Talea Prepens | Alemania   | Relevo 4 × 100 m | Final     | 11 de julio | 43.05 |
| Yaroslava Mahuchij                                     | Ucrania    | Altura           | Final     | 10 de julio | 2.00  |

### Récords de España
Femenino
| Atleta       | Prueba       | Ronda | Fecha       | Marca |
| ------------ | ------------ | ----- | ----------- | ----- |
| Sara Gallego | 400 m vallas | Final | 10 de julio | 55.20 |

### Mejores marcas españolas sub-23
Femenino
| Atleta                                                    | Prueba           | Ronda     | Fecha       | Marca   |
| --------------------------------------------------------- | ---------------- | --------- | ----------- | ------- |
| Sara Gallego                                              | 400 m vallas     | Final     | 10 de julio | 55.20   |
| Aitana Rodrigo, Jaël Bestué, Eva Santidrián, Carmen Marco | Relevo 4 × 100 m | Semifinal | 11 de julio | 43.50   |
| Ángela García, Andrea Jiménez, Carla García, Sara Gallego | Relevo 4 × 400 m | Semifinal | 11 de julio | 3:34.64 |
| Ángela García, Andrea Jiménez, Carla García, Sara Gallego | Relevo 4 × 400 m | Final     | 11 de julio | 3:33.54 |

1. ↑  Las distintas federaciones de atletismo solo consideran récords los obtenidos en categorías sub-20 o absoluta; en otras categorías de edad se consideran mejores marcas.